# Raspailia levis
Raspailia levis är en svampdjursart som beskrevs av Cuartas 1994. Raspailia levis ingår i släktet Raspailia och familjen Raspailiidae. Inga underarter finns listade i Catalogue of Life.